# 大桥镇 (宾阳县)
大桥镇，是中华人民共和国广西壮族自治区南宁市宾阳县下辖的一个乡镇级行政单位。

## 行政区划
大桥镇下辖以下地区：
大桥社区、罗江村、新道村、大程村、连朋村、三王村、周岭村、红村、红桥村、水美村、兴宁村、丰洲村、明新村、长范村、石壁村、六龙村和五七村。